# 東區尤德夫人那打素醫院

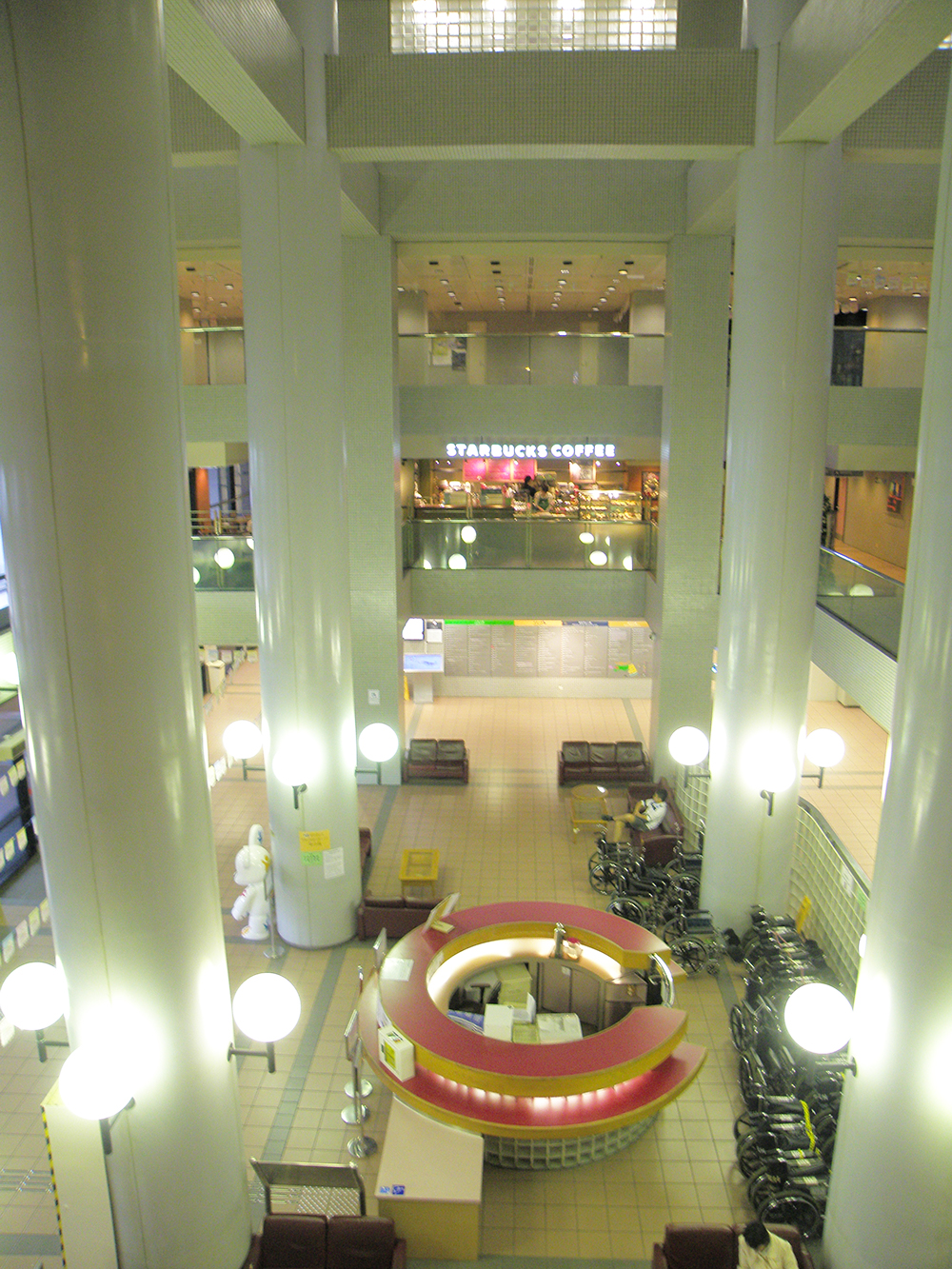
東區尤德夫人那打素醫院（主座大樓中庭）

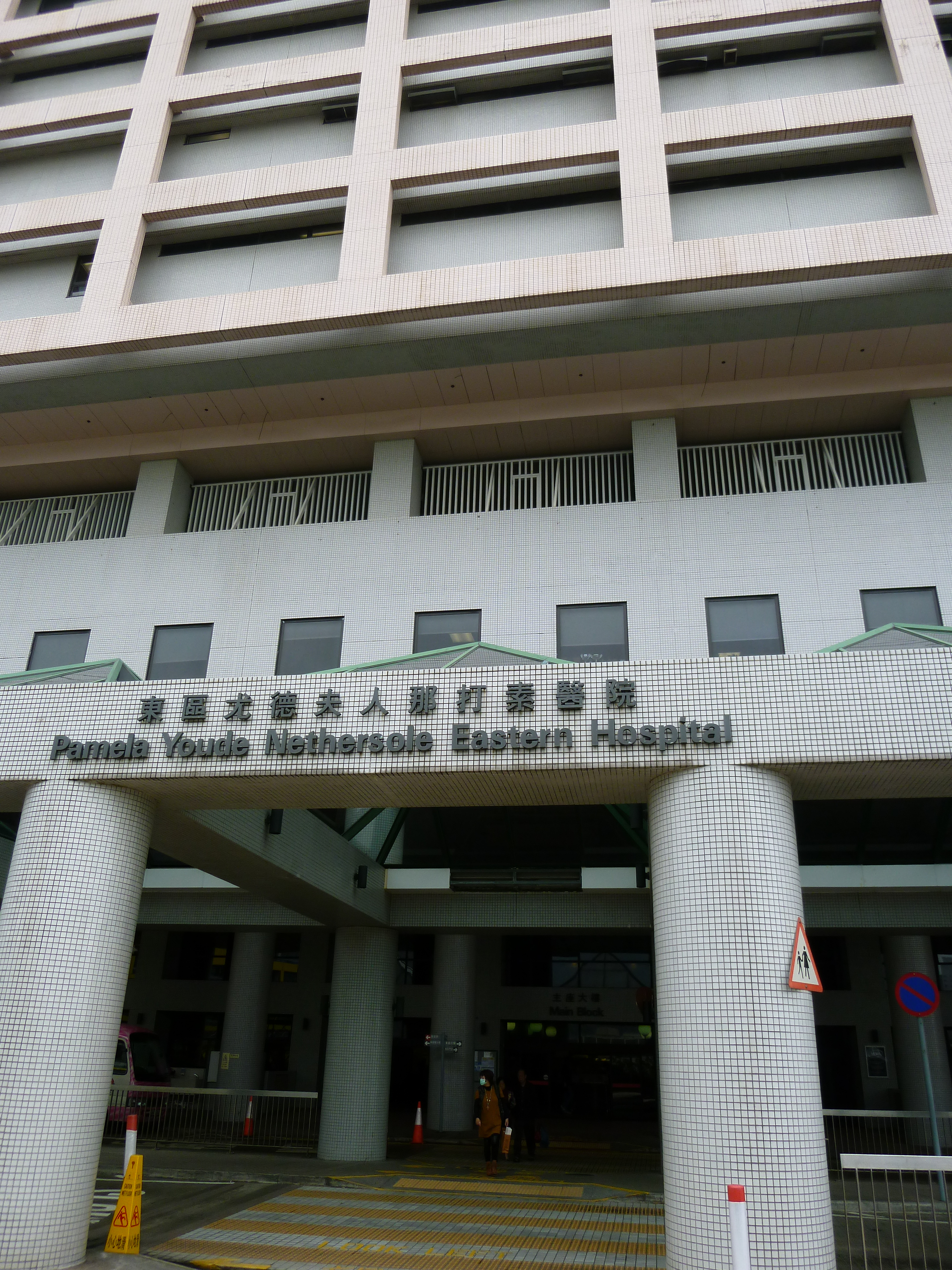
東區尤德夫人那打素醫院（主座大樓入口）

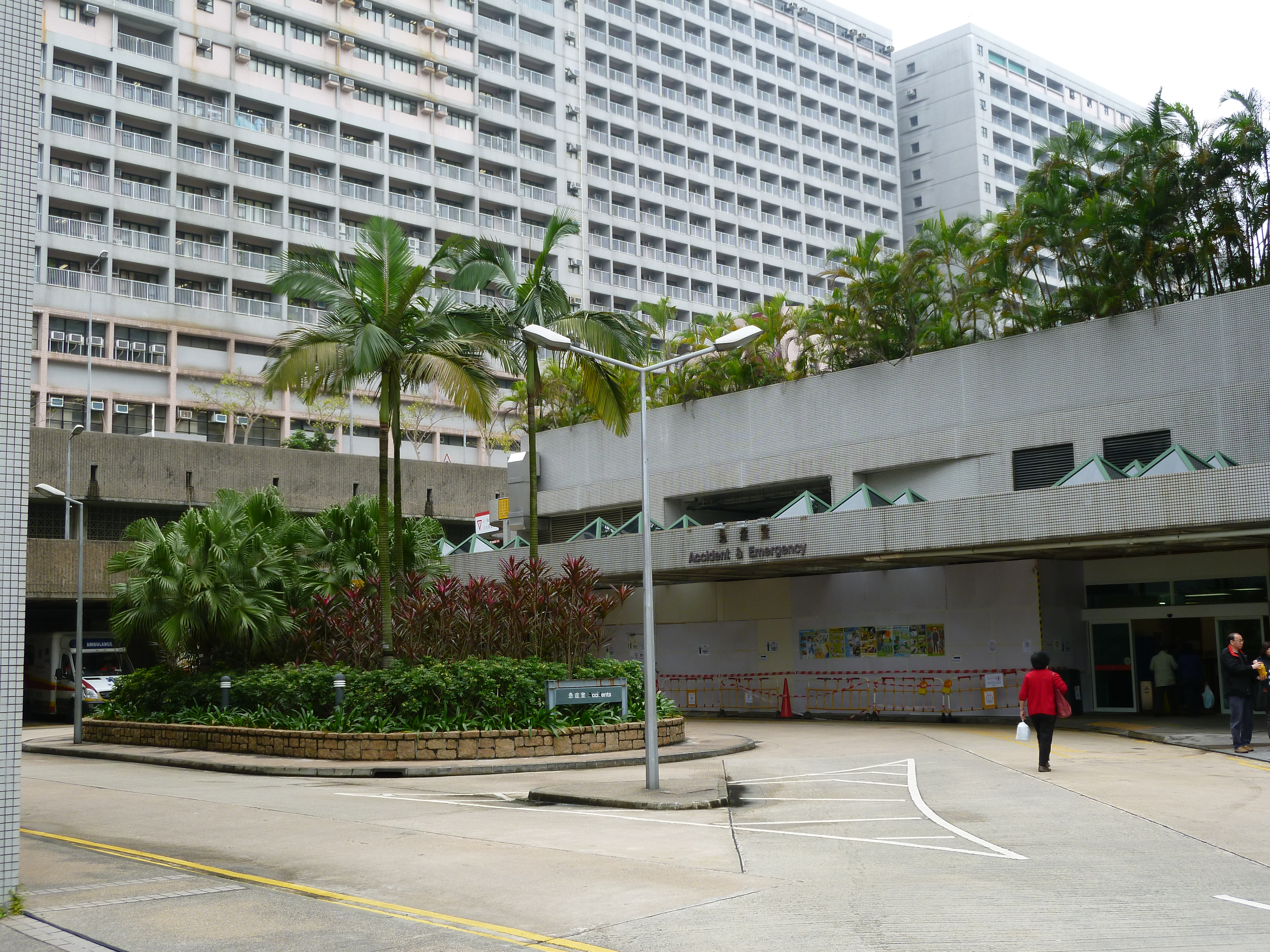
東區尤德夫人那打素醫院（急症室）

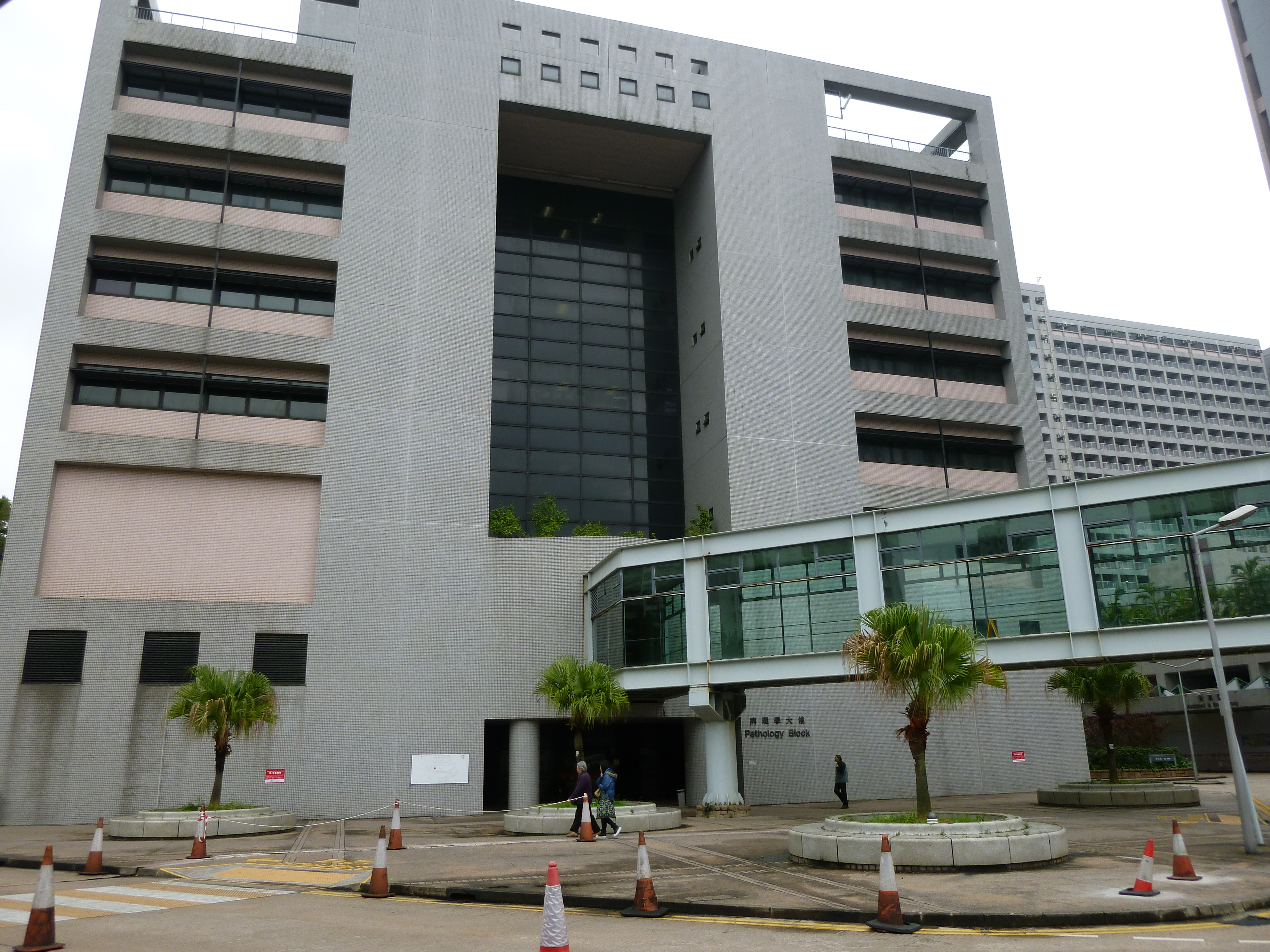
東區尤德夫人那打素醫院（病理學大樓）

東區尤德夫人那打素醫院（英語：Pamela Youde Nethersole Eastern Hospital），簡稱東區醫院（Eastern Hospital，縮寫；PYNEH）或東區尤德醫院，是一所位於香港島東區柴灣的大型公立全科綜合醫院，成立於1993年10月，東區醫院為紀念已故香港總督尤德爵士而以其夫人命名，院名中的「那打素」則源於雅麗氏何妙齡那打素醫院，並由雅麗氏何妙齡那打素基金會和香港政府共同成立的民辦大型醫院。該院為醫院管理局港島東聯網的龍頭醫院，亦是香港首間提供急性精神科住院服務的全科醫院，為港島東居民提供全面的專科服務。東區醫院是醫院管理局港島東聯網轄下的六間醫院之一。

## 歷史
東區尤德夫人那打素醫院前身是位於香港島半山區般含道的雅麗氏何妙齡那打素醫院，是香港第一間以西方醫術治病的華人醫院。由於原址拆卸，大埔院舍未能配合，暫寄於剛落成尤德夫人醫院，主要為香港島東區的居民提供24小時急症全科服務及外展社區服務。（雅麗氏何妙齡那打素醫院只有300張病床）
1980年代初，香港東區的居民一直爭取興建醫院。當年東區有需要的病人或者傷者，最近只能送往灣仔鄧肇堅醫院救治。若然有重大手術，就要遠赴十公里以外的瑪麗醫院處理。當年東區走廊尚未興建，亦未有地鐵，香港島北岸的交通命脈，就全靠一條英皇道。一旦遇上交通擠塞，往往就會有不少情況危急的病人和傷者活活被「塞死」。這項社會議題吸引了當時香港中文大學學生陳健民的關注，他在畢業研究計畫中實地走訪東區多個救護站，懇求救護員容許他抄寫病人或傷者送院期間不治的數字，以驗證交通延誤與死亡率之間的關係。其後他更聯同當日提出疑團的朱耀明牧師，以那份功課作為基礎，向政府部門爭取在東區興建一座醫院。
1983年，經歷數年爭取後，香港政府落實興建東區醫院，同年政府於柴灣健康院設立臨時急症室，但健康院的急症室設備有限，嚴重病人都需要送到灣仔的鄧肇堅醫院接受治療，情況要一直維持到東區醫院完工啟用；東區醫院則於1984年11月29日動工興建，當年政府方面公佈施工期由10年縮短至6年，但興建時曾一度爛尾，最後延至1993年才開幕。該址原為興華村木屋區。
1993年10月15日，東區尤德夫人那打素醫院正式開幕，並於同年11月30日起提供日間急症服務，翌年起提供全日急救服務。
2003年，東區醫院在樓頂加建了直升機停機坪，成為醫管局轄下43間醫院之中，其中三間可以起降直升機的醫院之一（威爾斯親王醫院的停機坪後來於2010年重建時拆除，現為兩間，另一間是屯門醫院），更是唯一可以全天候24小時起降直升機的公立醫院。
2012年，東區醫院成立臨床模擬訓練中心，為學員提供模擬病房及仿真度極高的模擬病人，讓學員接觸一些比較少見或者複雜的個案，例如肩難產等。為了令到場面更為逼真，醫生甚至在學員的背後聲演，以訓練學員的應變能力。臨床模擬訓練中心亦提供其他臨床教學環境，例如急症室等，亦會模擬一些高風險個案，例如人工心肺治療等。

## 組織架構
港島東醫院聯網總監和東區尤德夫人那打素醫院
- 行政總監：
  - 蘇潔瑩 醫生

醫院管治委員會
- 主席：
  - 馮孝忠 先生，BBS，JP
- 委員：

| - 陳文寬 先生 - 周承炎 先生 - 鄭錦鐘 博士，BBS，MH，JP - 張添珞 女士 - 周近智 先生 - 周恩惠 女士 - 周萬長 先生 - 林奮強 先生，BBS - 蘇以葆 主教，JP | - 李國謙 先生，MH - 李恩怡 女士 - 王文揚 先生 - 莫裕生 先生 - 蘇潔瑩 醫生 - 彭佳源 醫生 |

## 服務
東區尤德夫人那打素醫院主要為港島東區居民提供24小時急症室服務。專科服務包括麻醉科、臨床腫瘤科、核子醫學科、臨床病理服務、耳鼻喉科、深切治療部、結腸直腸外科、上消化道外科、乳房外科和頭頸外科、肝膽胰外科、血管外科、泌尿外科、結腸直腸外科、婦泌尿科、婦腫瘤科、內科、神經科、呼吸內科、腸胃肝臟科、風濕科、內分泌科、腎科、老人科、血液科、腦神經外科、婦產科、眼科、矯形及創傷外科、兒童及青少年科、精神科、神經創傷外科、神經腫瘤外科、血管神經外科、脊柱神經外科、立體定向放射外科、功能性神經外科、放射服務和普通外科，其中的臨床腫瘤科是香港醫院管理局轄下的綜合腫瘤中心，除手術以外，並透過適當的放射治療、體外膜肺氣合支療法、腎科中心化學治療、荷爾蒙治療、標靶治療、紓緩治療及心理關懷，為癌症病人提供從抗癌治療以至紓緩治療等以病人為中心的全面性綜合治療。
此醫院內亦是香港其中一所法定精神病院（位於專科大樓3、4樓全層及5樓部分）。
醫院亦有提供臨床心理學、營養、醫務社會工作、職業治療、藥劑、足病診療、義肢及矯形、物理治療、言語治療和緊急輻射治療中心等專職醫療服務。院內設有那打素社區及病人資源中心、癌症病人資源中心、精神健康資源中心和復康店。
港島東醫院聯網於2011年8月至2012年8月間推出多項新服務，當中包括於東區醫院設立成人輸血中心及血液科暨血幹細胞移植中心，引入大中華區首部三維X光引導手術儀器「O-arm」，為病人提供立體檢測圖像，有助提高手術準確度及安全性。
東區醫院於2018年3月開設高壓氧治療中心，為香港醫院中首個。
東區醫院提供緊急輻射治療中心(Emergency Radiation Treatment Centre)，為香港兩個其中之一個的主要治療中心，另一所緊急輻射治療中心在屯門醫院 。

## 設施
東區尤德夫人那打素醫院由香港政府建築署及王董建築師事務有限公司負責設計，佔地10公頃，整個項目建築面積達188600平方米，由14層高的主座大樓、12層高的專科大樓、9層高的病理學大樓、6層高專科門診大樓、1座當值職員宿舍、4座醫護人員宿舍（A、B、C及D座）及3座高級公務員宿舍（E、F及G座）所組成。
醫院內設電腦掃瞄，Ｘ光刀、伽瑪攝影、直線加速器、近距離放射治療、心導管檢查並特設病人圖書館。在管理方面，醫院擁有單一醫療紀錄系統連接全院的資訊系統及藥物管理系統等。
東區醫院是醫管局轄下設有直升機停機坪的兩間公立醫院之一，另一間是屯門醫院。

## 合作
東區尤德夫人那打素醫院與屯門醫院，專門提供核子醫學研究及治療服務，並設有輻射事故緊急應變中心，專門治理因意外而受輻射感染的市民。

## 外部連結
- 東區尤德夫人那打素醫院官方網站（页面存档备份，存于）
- 醫院管理局相關網站 - 東區尤德夫人那打素醫院（页面存档备份，存于）